# Alexis Saddler
Alexis Saddler (* 5. Januar 1980 in Basseterre) ist ein Fußballspieler von St. Kitts und Nevis.

## Karriere

### Klub
Mindestens seit der Saison 1998/99 spielte er beim Newtown United FC. Anfang 2008 wechselte er für ein halbes Jahr zu Positive Vibes Victory auf die Amerikanischen Jungferninseln. Die Saison 2008/09 verbrachte er beim Garden Hotspurs FC. Die zweite Jahreshälfte von 2009 spielte er erneut bei Positive Vibes. Seit 2010 war er wieder bei Newtown. Seit der Saison 2016/17 spielt er wieder bei den Hotspurs.

### Nationalmannschaft
Seinen ersten Einsatz für die Nationalmannschaft erhielt er am 18. März 2000, bei einem Qualifikationsspiel zur Weltmeisterschaft 2002. Beim 8:0-Heimsieg über die Turks- und Caicosinseln wurde er zur 65. Minute gegen Gary Smith ausgewechselt. Bei zwei weiteren Einsätzen in der Qualifikation spielte er einmal durch. Ab einem Spiel im August 2009 war er bis auf eine Ausnahme in jedem Spiel bis einschließlich 12. Oktober 2011 gegen St. Lucia dabei.